# Баллин, Мэйбл
Мэйбл Баллин (англ. Mabel Ballin; 1 января 1887—24 июля 1958) — американская актриса эпохи немого кино.

## Ранняя жизнь и карьера
Родилась под именем Мэйбл Крофт в Филадельфии, в штате Пенсильвания. Её родители умерли, когда ей было два года, воспитывалась бабушкой и дедушкой. Первоначально занималась живописью. Вскоре её картины привлекли внимание на различных выставках и ей предложили сниматься в кино. В период Первой мировой войны её популярность была широкой. Между 1917—1925 гг. она снялась в 28 фильмах.
Наиболее известными фильмами с участием Баллин являются: «Всадники фиолетового мудреца» (1925), «Славное приключение» (1918), «Джейн Эйр» (1921) и «Ярмарка тщеславия» (1923), где она сыграла роль Бекки Шарп.

## Личная жизнь
В 1917 году Мэйбл вышла замуж за режиссёра Хьюго Баллина. Брак продлился вплоть до смерти Хьюго в 1956 году.

## Смерть
Скончалась в 1958 году в Санта-Монике, в штате Калифорния. Похоронена рядом с мужем на кладбище Woodlawn Memorial Cemetery.

## Выборочная фильмография
- Рсапространение рассвета[англ.] (1917)[6]
- Звёздная служба[англ.] (1918)
- Славное приключение[англ.] (1918)
- Поворот колеса[англ.] (1918)
- Белый вереск[англ.] (1919)
- Лорд и леди Алги[англ.] (1919)
- Прославленный принц[англ.] (1919)
- Ярмарка тщеславия[англ.] (1923)
- Всадники фиолетового мудреца[англ.] (1925)
- Кодекс Запада[англ.] (1925)